# Genostele
Genostele é um gênero de mariposa pertencente à família Acrolepiidae.